# Ignaz Zangerle

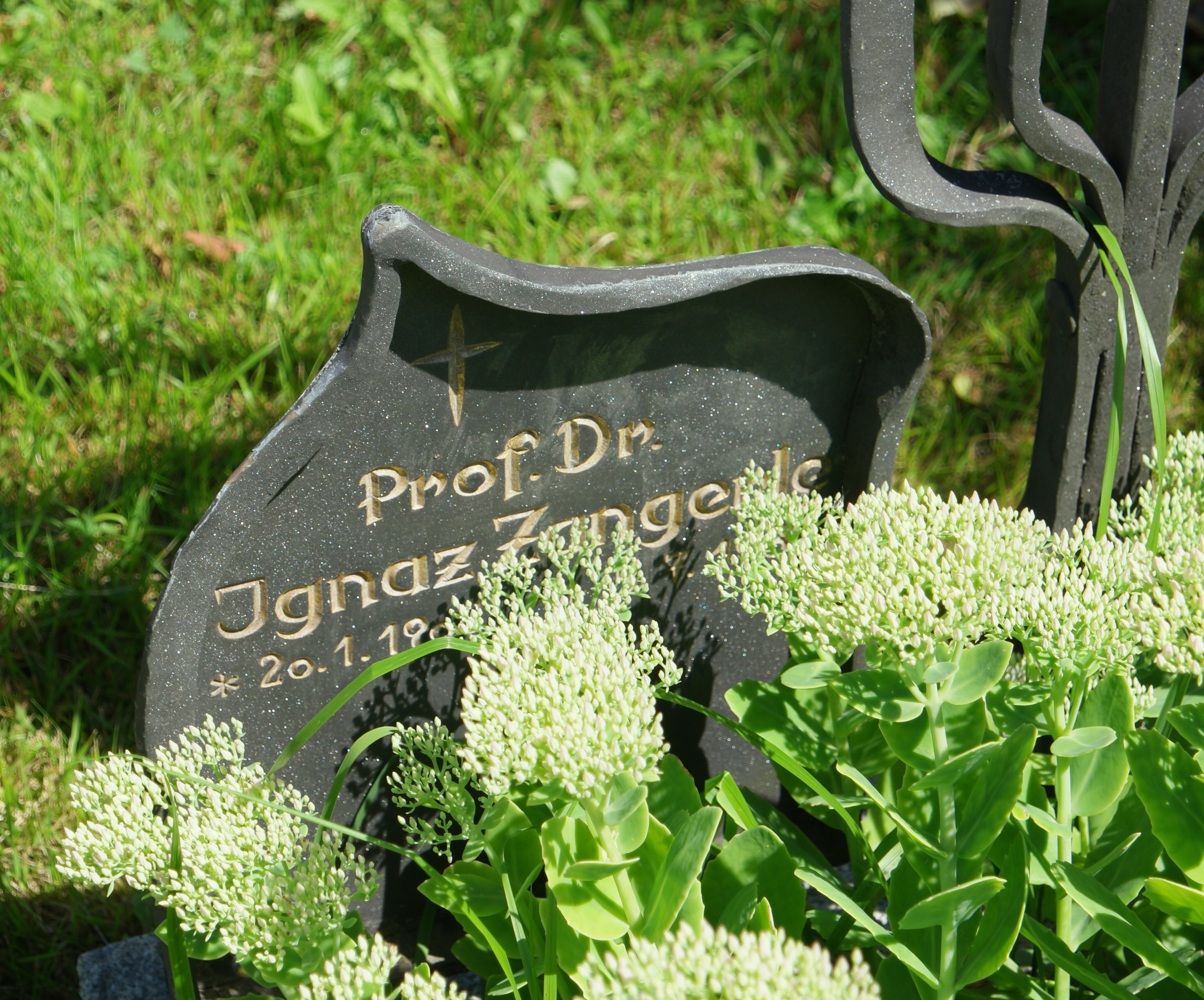
Grab von Ignaz Zangerle auf dem Neuen Friedhof Mühlau, Innsbruck

Ignaz Zangerle (* 2. Jänner 1905 in Wängle; † 5. Juli 1987 in Innsbruck) war ein österreichischer Erwachsenenbildner.

## Leben
Ignaz Zangerle wurde in Tirol als Sohn eines Vaters aus dem Paznaun und einer Mutter aus dem Lechtal geboren. Seine Jugend verbrachte Zangerle in Viehdorf bei Amstetten im Mostviertel in Niederösterreich. Er besuchte das Stiftsgymnasium Seitenstetten der Benediktiner. Dort trat er dem Bund Neuland bei, wo er Führer des Nibelungengaues für fünf höhere Schulen war. Nach seinem Abgang mit der Matura folgte ihm Franz König in dieser Funktion nach. In seiner Gymnasiumszeit lernte er die Zeitschrift Der Brenner kennen, die sein weiteres Leben stark prägte.
Zangerle inskribierte sich 1925 für Geschichte, Geografie und Germanistik und belegte scholastische Philosophie an der Theologischen Fakultät der Universität Innsbruck. 1934 promovierte er sich mit einer volkskundlichen Arbeit mit dem Titel Die Entwicklung der Siedlung und der Besitzverhältnisse im Unterpaznaun bei Hermann Wopfner. Bereits zu Beginn des Studiums kam es zur ersten Begegnung mit Ludwig von Ficker, mit dem er schon in brieflichem Kontakt gestanden war. Diese Verbindung blieb bis zum Tod des Brenner-Herausgebers im Jahre 1967 aufrecht. Ficker bat ihn im Oktober 1925, am Begräbnis von Georg Trakl teilzunehmen, dessen sterbliche Überreste auf Veranlassung Fickers vom Krakauer Friedhof Rakowicki auf den Mühlauer Friedhof bei Innsbruck umgebettet worden waren. Weiters gründete Zangerle in Innsbruck mit Propst Josef Weingartner die Katholische Hochschuljugend Österreichs (Vorgängerorganisation) und besuchte Tagungen auf der Burg St. Petersberg, wo er den Maler Max Weiler kennenlernte.
Nach dem Studium ohne Aussicht auf eine Arbeit lehrte er mit zehn anderen akademisch gebildeten Erwerbslosen bei der Arbeiterkammer in Innsbruck 90 jugendliche Erwerblose die ganze Woche jeden Tag. Bei der Arbeiterkammer Innsbruck wurde er dann Bildungsreferent. Beim Anschluss Österreichs an Hitler-Deutschland wurde er entlassen und war neun Monate arbeitslos. Danach fand er Arbeit als Berufsberater beim Arbeitsamt in Innsbruck, später in Wien und schließlich in Linz. Vom Arbeitsamt Linz aus war er in seiner Funktion als Referent für Berufsberatung einen Tag lang im KZ Mauthausen. Alle zwei Wochen fuhr er von Linz nach Wien und traf sich mit Freunden, u. a. mit Otto Mauer, Karl Strobl und Friedrich Heer. Bei diesen Treffen wurde die Neugestaltung von Gesellschaft und Kirche nach dem Ende der nationalsozialistischen Herrschaft, die aufgrund der Kriegslage bereits absehbar war, diskutiert.
Nach dem Krieg kehrte Zangerle nach Innsbruck zurück und gründete das Katholische Bildungswerk. Monatlich wurde er vom Theologen Karl Rahner beraten. Weiters war er Mitherausgeber der Brenner-Studien und der Trakl-Studien. Er war bundesstaatlicher Erwachsenenbildner für Tirol und Vorsitzender der Europäischen Vereinigung der Katholischen Erwachsenenbildung. Am Erziehungswissenschaftlichen Institut der Universität Innsbruck erhielt einen Lehrauftrag.
Im Jahr 1932 heiratete er Anna Gerda Frühmann und hatte mit ihr vier Kinder. Er besuchte oft das Café Central in Innsbruck, wo er am besten schreiben konnte. Sein Grab ist auf dem Friedhof in Innsbruck-Mühlau.

## Auszeichnungen
- 1975 und 1983 Österreichischer Staatspreis für Erwachsenenbildung

## Publikationen
- Entwicklung der Siedlung und der Besitzverhältnisse im Unterpaznaun. Diss. Universität Innsbruck, Sozialwissenschaftliche Arbeitsgemeinschaft, Innsbruck 1934.
- Die Bestimmung des Dichters. Ein Versuch. Herder, Freiburg 1949.
- Zur Situation der Kirche. Aufsätze 1933–1963. Aufsatzsammlung, O. Müller, Salzburg 1963.
- Plädoyer für Österreich. Neue Volksbildung, Wien 1968.
- Unterwegs zu einer christlichen Erwachsenenbildung. Müller, Salzburg 1987, ISBN 3-7013-0729-6.